# Juhász Aladár
Juhász Aladár, teljes nevén Juhász Aladár Szilveszter Menyhért (Buda, 1855. december 31. – Budapest, 1922. június 12.) magyar zongoraművész és zeneszerző, Juhász Ödön jogügyi tisztviselő, író bátyja.

## Életpályája
Szülei dr. Juhász Endre ügyvéd és Gluzéky Krisztina voltak.
Csodagyerekként kezdte pályáját, már 12 éves korában hangversenyezett. 13 éves korától Liszt Ferenc a legkedvesebb tanítványának tartotta, s 1875-től a Zeneakadémiai oktatás keretében gyakran játszott vele négykezest, 1876–1880 között ösztöndíjjal is támogatta. Nyilvános koncerteken is fellépett vele, így 1881-ben a pozsonyi Hummel-hangversenyen Liszt és Juhász együtt játszották Hummel egyik négy kézre írt kompozícióját. Ábrányi Kornél, Volkmann Róbert is tanára volt, akiktől zeneszerzéstani képzést nyert. 
Tanulmányai befejezése után 1882–1884-ben a Budapesti Nemzeti Zenedében, 1884-től a Budai Zeneakadémiai zeneiskolájában oktatott. A Zeneakadémia tanárává – Liszt Ferenc javaslata ellenére – nem nevezték ki. 1909-től egyre elhatalmasodó tüdőbetegsége miatt ritkán koncertezett. Utolsó nagy szereplése az 1911. évi centenáris Liszt-ünnepség volt, majd 1912-től csak ritkán szerepelt kisebb közönség előtt, de mindig kiemelkedő sikerrel. Mint zeneszerző és filozófus is tevékenykedett. 1899-ben kidolgozta a „phisiologicon” találmányát, mely lehetővé tette az álló helyzetben való zongorázást.
Idős korában súlyos anyagi gondok között élt, 1921-ben a budai irgalmasok Zsigmond-utcai kórházában kapott ellátást.
Sírja a Farkasréti temetőben található (46/7-1-19).

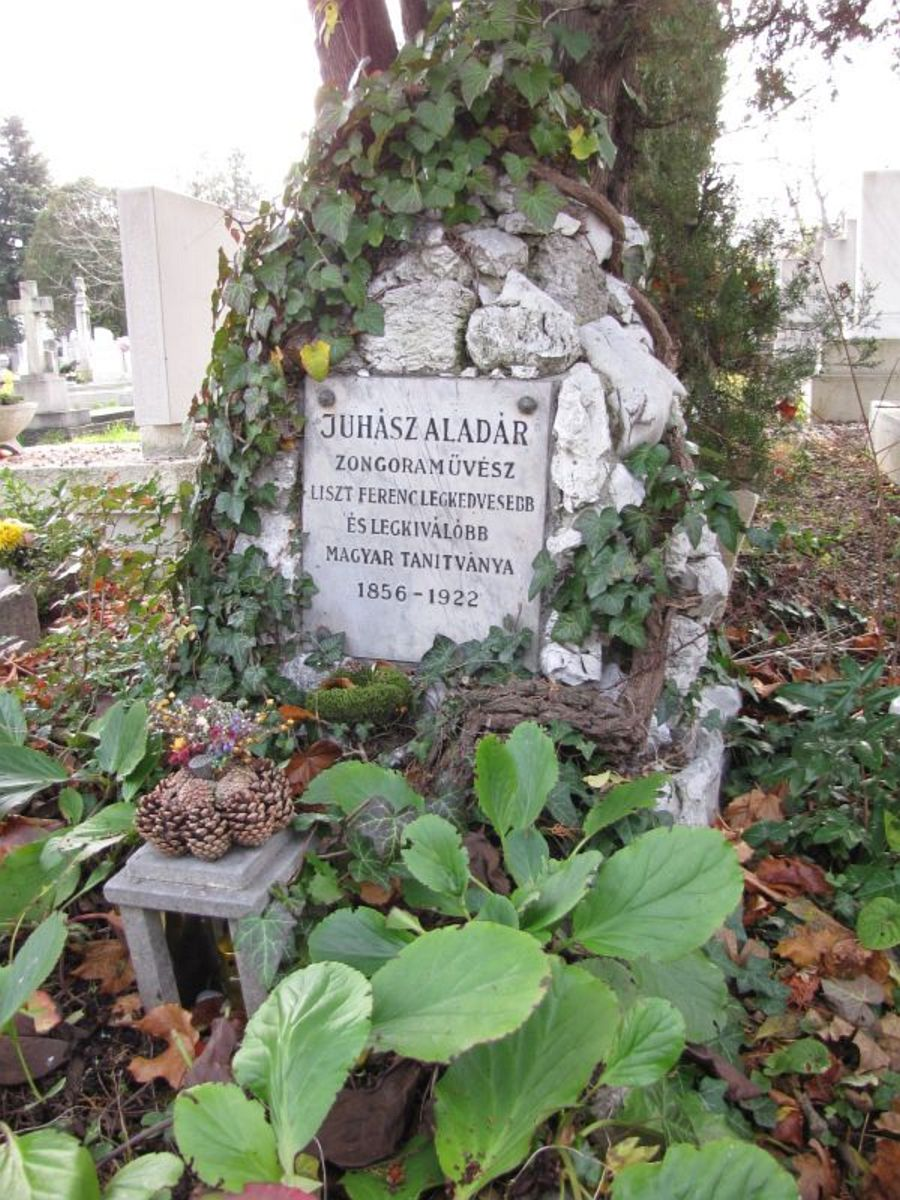
Sírja a Farkasréti temetőben (46/7-1-19)

## Művei
- Méla hangok, 1872
- Album lapok, 1873
- Zenekari művek, zongoraművek (Magyar ábránd, Zeneköltemény magyar irályban stb.), 1885
- Magyar ábránd, 1898
- Királyhymnus (vegyeskarra és zongorára. Jókai Mór szövegére), 1892
- Magyar dal (énekhangra és zongorára, Arany János versére), 1880

Zeneelméleti írásokat is publikált:
- Liszt Ferenc és a modern zongoratechnikai probléma. A Budai Zeneakadémia Zeneiskolájának tudósítványa az 1912–1913. tanévről. 35. évfolyam. Szerkesztő: Clauser Mihály zeneigazgató. Budapest, 1913. 5–16. o.
- Módszeres adalék a tört hármashangzat technikájának magasabb és gyorsabb kiképzéséhez, Budapest, év.n.
- Előkészítési gyakorlatok a zongorajáték technikájának egy ujjrakozati rendszeréhez. Lipcse, év. n.